# Рябий Микола Олександрович
 Ряби́й Ми́кола Олекса́ндрович  (нар. 7 грудня 1936, c. Заболотне — † 1 січня 2021 Вінниця) — український письменник, відомий прозаїк, публіцист, перекладач. Член Національної спілки письменників України (1976), Національної спілки журналістів України.

## Біографія
Народився 7 грудня 1936 р. в с. Заболотне Крижопільського на Вінниччині у селянській сім'ї. Закінчив Київський гірничий технікум (1956). Працював майстром на шахті, в кар'єрах Джуринського комбінату стінових матеріалів, що на Шаргородщині. У 60-ті роки перейшов на журналістську роботу. Друкувався у місцевій пресі, працював у Брацлаві в районній газеті «Шлях Ілліча». Після закінчення заочно факультету журналістики Київського університету (1967) вдосконалював журналістський досвід в газетах «Комсомольське плем'я», "Вінницька правда, «Подолія».

Помер 1 січня 2021 р. від наслідків коронавірусної хвороби. Похований 3 січня 2021 р. на кладовищі в Сабарові.

## Творчість
Почав писати у шкільні роки: спочатку вірші, потім прозу. Захоплювався малюванням. У творчому оточенні на початку журналістської кар'єри — дисидент-публіцист Олександр Гетьман, вже відомий тоді Григір Тютюнник, молоді письменники Тарас Мельничук, Роман Андріяшик, Роман Іваничук, Володимир Яворівський, колеги по роботі у молодіжних виданнях Леонід Пастушенко, Григорій Усач, Геннадій Шкляр, Михайло Каменюк та ін. У творчому доробку — понад 30 романів та повістей (у тому числі документальних, про людей праці — Марфу Бабенко, Пилипа Желюка, письменницю Галину Сіру), сотні публікацій у періодиці.